# Aron Gajarszki
Aron Gajarszki es un deportista húngaro que compitió en piragüismo en las modalidades de aguas tranquilas y maratón.

## Palmarés internacional

### Piragüismo en aguas tranquilas
Ganó una medalla de bronce en el Campeonato Mundial de Piragüismo de 1999.
| Campeonato Mundial | Campeonato Mundial | Campeonato Mundial | Campeonato Mundial |
| Año                | Lugar              | Medalla            | Evento             |
| ------------------ | ------------------ | ------------------ | ------------------ |
| 1999               | Milán (Italia)     | Medalla de bronce  | C4 1000 m          |

### Piragüismo en maratón
En la modalidad de maratón, obtuvo una medalla de plata en el Campeonato Mundial de Piragüismo en Maratón de 2001, y una de plata en el Campeonato Europeo de Piragüismo en Maratón de 2001.
| Campeonato Mundial | Campeonato Mundial     | Campeonato Mundial | Campeonato Mundial |
| Año                | Lugar                  | Medalla            | Evento             |
| ------------------ | ---------------------- | ------------------ | ------------------ |
| 2001               | Stockton (Reino Unido) | Medalla de plata   | C2                 |
| Campeonato Europeo |                        |                    |                    |
| Año                | Lugar                  | Medalla            | Evento             |
| 2001               | Győr (Hungría)         | Medalla de plata   | C2                 |